# Warren Wolf

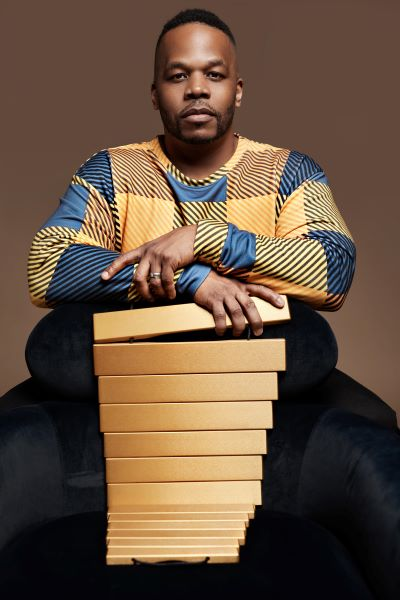
Warren Wolf (2024)

Warren Wolf Jr. (* 10. November 1979 in Baltimore) ist ein US-amerikanischer Jazz-Vibraphonist (auch Schlagzeug, Piano) und Komponist.

## Leben
Wolf, der aus Baltimore stammt, hatte bereits als Dreijähriger bei seinem Vater Warren Wolf Sr. Musikunterricht; er lernte in den folgenden Jahren Vibraphon/Marimba, Schlagzeug und Piano. Nach einer klassischen Ausbildung bei Leo LePage beschäftigte er sich mit Ragtime und Jazz. Er studierte nach Abschluss der Baltimore School for the Arts (1997) am Berklee College of Music in Boston, u. a. bei Dave Samuels und Ed Saindon. In dieser Zeit spielte er u. a. mit Jeremy Pelt, Wayne Escoffery, Kendrick Scott und dem Trompeter Jason Palmer, mit dem er ein Quintett leitete, das im Jazzclub Wallys Cafe auftrat, wo Wolf für zwei Jahre Hausdrummer war. Nach seinem Abschluss in Berklee 2001 arbeitete er im Raum Boston als professioneller Musiker; ab 2003 unterrichtete er zudem am Percussion Department des Berklee College. Nach zwei Jahren kehrte er nach Baltimore zurück und arbeitete dort als Musikpädagoge und Musiker, u. a. mit Tia Fuller (Healing Space, Mack Avenue 2007) und in der Formation Donal Fox mit John Lockwood, Dafnis Prieto und Terri Lyne Carrington, ferner mit Bobby Watson.
2005 legte Wolf das Debütalbum Incredible Jazz Vibes vor, bei dem u. a. auch der Pianist Mulgrew Miller mitwirkte; 2011 erschien das Album Warren Wolf mit Eigenkompositionen, das er mit Christian McBride und Gregory Hutchinson einspielte, gefolgt von Wolfgang (Mack Avenue) 2013. Im Bereich des Jazz wirkte Wolf zwischen 2001 und 2012 bei 16 Aufnahmesessions mit. 2020 lelgte er das Album Reincarnation (Mack Avenue) vor. Zu hören ist er auf Christian McBrides Live at the Village Vanguard (2021).
2010 gewann er die Rising Star Kategorie in den Downbeat Kritiker Polls (Vibraphon).